# Rieder (Waakirchen)
Rieder ist ein Gemeindeteil der Gemeinde Waakirchen im oberbayerischen Landkreis Miesbach.

## Geographie
Der Weiler liegt nordöstlich des Hauptortes Waakirchen und südöstlich von Schaftlach. Westlich des Ortes verläuft die Kreisstraße MB 6, nördlich die Kreisstraße MB 7 und südlich die B 472.

## Baudenkmäler

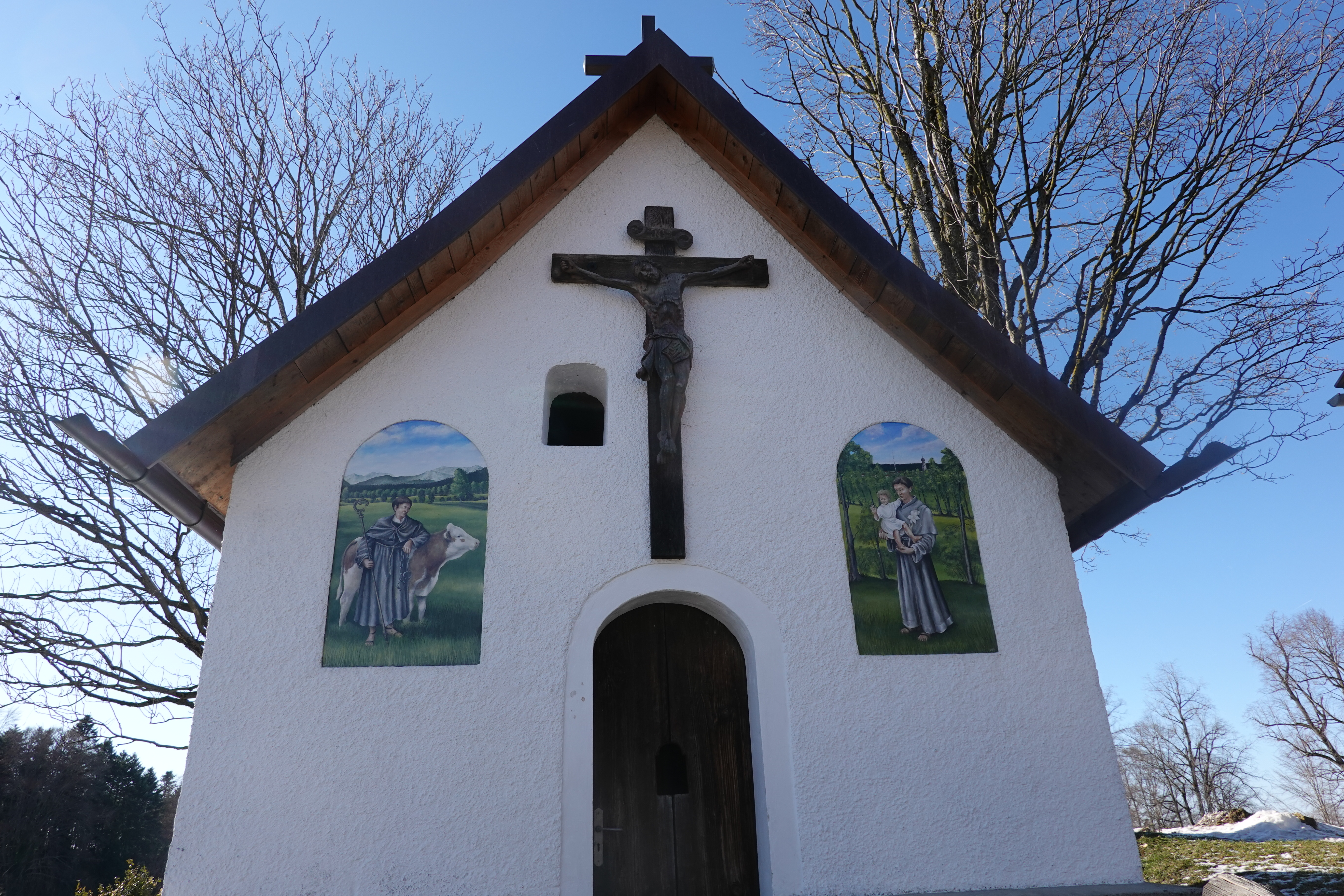
Hofkapelle in Rieder (2022)

In der Liste der Baudenkmäler in Waakirchen sind für Rieder drei Baudenkmäler aufgeführt, darunter
- die Hofkapelle Sankt Antonius v. Padua (Rieder 5; bezeichnet 1815), ein kleiner Satteldachbau mit Lüftlmalereien.